# أميركاز فانيست هوم فيديوز

الشعار الأصلي للبرنامج بثت عام 1989م

أميركاز فانيست هوم فيديوز (بالإنجليزية: America's Funniest Home Videos)‏ أو بالعربية فيديوهات أمريكا المنزلية الأكثر إضحاكًا، هو برنامج تلفزيوني عن جمع مقاطع الفيديو بمواقف مضحكة، أنتجته شبكة أي بي سي، وبُث منذ عام 1989م وحتى الآن.

## وصلات خارجية
- Official website
- أميركاز فانيست هوم فيديوز على موقع IMDb (الإنجليزية)
- أميركاز فانيست هوم فيديوز على موقع ميتاكريتيك (الإنجليزية)
- أميركاز فانيست هوم فيديوز على موقع الموسوعة البريطانية (الإنجليزية)
- أميركاز فانيست هوم فيديوز على موقع روتن توميتوز (الإنجليزية)
- أميركاز فانيست هوم فيديوز على موقع Turner Classic Movies (الإنجليزية)
- أميركاز فانيست هوم فيديوز على موقع قاعدة بيانات الفيلم (الإنجليزية)
- أميركاز فانيست هوم فيديوز على موقع كينوبويسك (الروسية)
- أميركاز فانيست هوم فيديوز على موقع قاعدة بيانات الفيلم (الإنجليزية)
- America's Funniest Home Videos page from Shout! Factory